# Estação Ferroviária da Reboleira

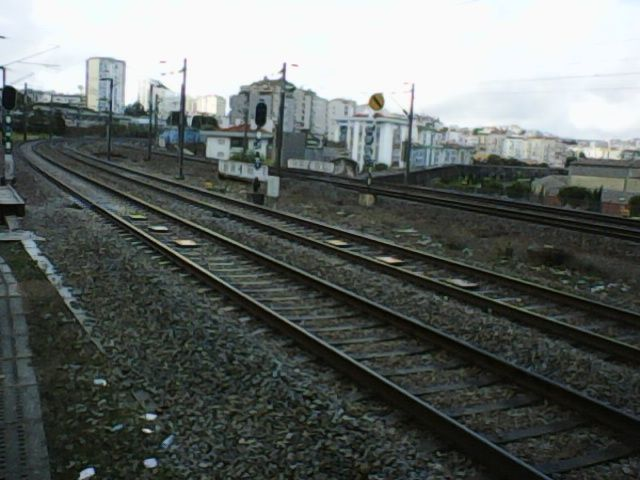
Vista da plataforma da estação da Reboleira sobre a via na direcção de Sintra, vendo-se o atravessamento do Aqueduto das Águas Livres.

A estação ferroviária da Reboleira é uma estação da Linha de Sintra da rede de comboios suburbanos de Lisboa, em Portugal.

## Descrição

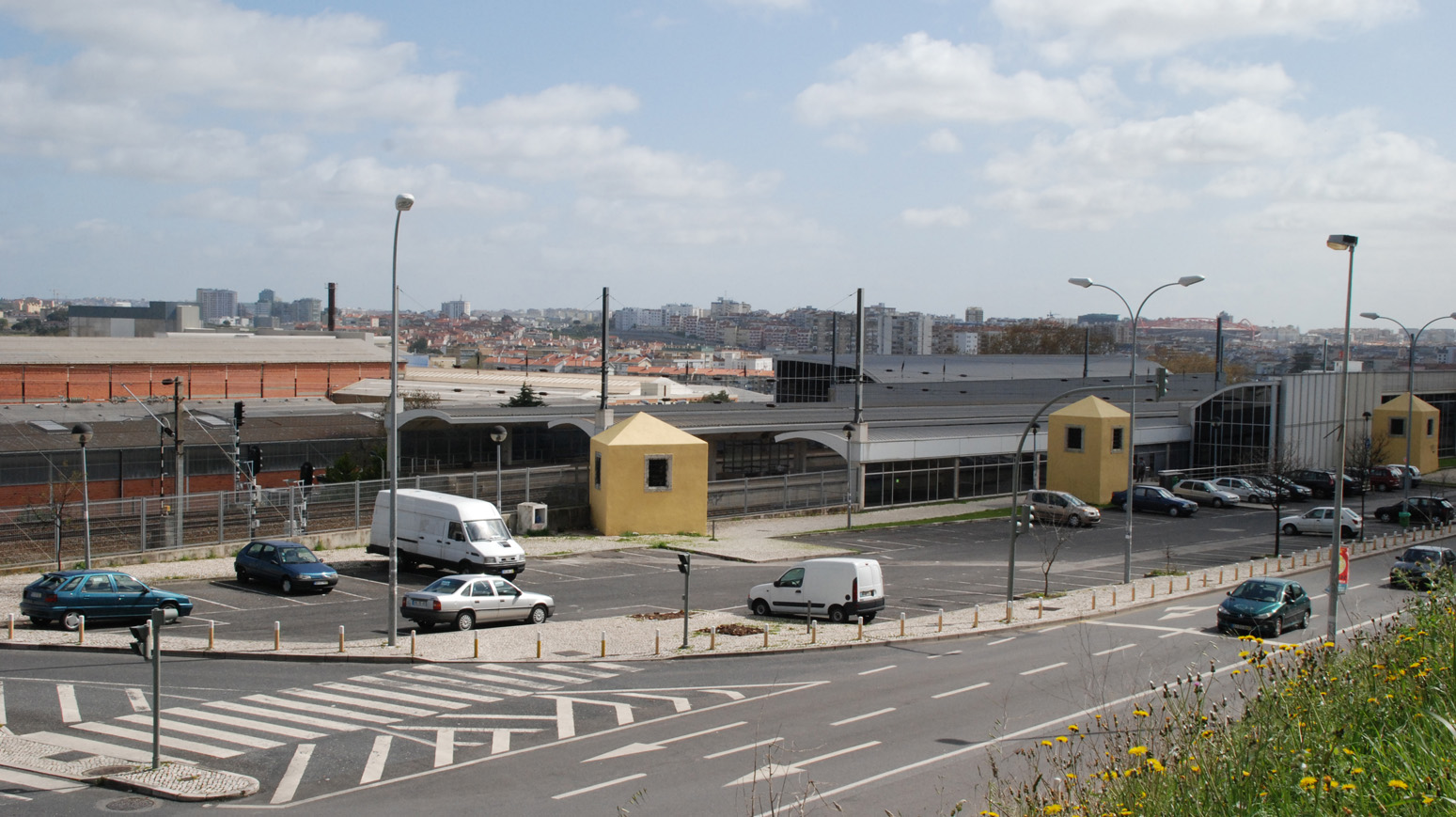
Exterior da estação, em 2021, vendo‑se o arruamento a sul e as torres de ventilação do Aqueduto das Águas Livres.

### Localização e acessos
Situa-se na Reboleira, no município da Amadora, com acesso pela Avenida Dom Carlos I e pela Rua das Indústrias.

### Infraestrutura
Como apeadeiro numa linha de via quádrupla, esta interface apresenta-se nas quatro vias de circulação (I, II, III, e IV) cada uma acessível por plataforma — todas com de 220 m de comprimento e 90 cm de altura.

### Serviços
Esta estação é servida por comboios de passageiros da CP: urbanos (Linha de Sintra).

## História
Insere-se no lanço da Linha de Sintra entre Sintra e Alcântara-Terra, que abriu à exploração em 2 de Abril de 1887.
Perto do local desta interface, ocorreu em 1980 um aparatoso acidente ferroviário envolvendo composições em serviços da Linha de Sintra e da Linha do Oeste que vitimou 70 feridos.
Esta estação situa-se no mesmo local que o chamado “Apeadeiro do Jota Pimenta”, construído no início da década de 1970 em terreno contíguo à via, do lado sul, como parte de um empreendimento imobiliário (Jota Pimenta Reboleira). Nunca foi porém utilizado pela C.P., tendo os acabamentos habituais ficado por concluir; foi-se degradando ao longo dos anos, fruto também de obras circundantes, nomeadamente a quadruplicação da Linha de Sintra neste local, restando da estrutura original pouco mais que vestígios aquando da construção da estação definitiva.[carece de fontes?]
Esta estação foi inaugurada, em conjunto com a de Santa Cruz - Damaia, em 27 de Novembro de 1999.
A 13 de Abril de 2016 é inaugurada a estação Reboleira da Linha Azul do Metropolitano de Lisboa, com ligação intermodal esta interface.

Em Janeiro de 2012, a estação contava com quatro vias de circulação, e as plataformas tinham 220 m de extensão, e apresentavam todas 90 cm de altura — valores mais tarde ligeiramente alterados para os atuais.